# Gerard Escoda Nogués
Gerard Escoda Nogués   (Reus, 26 de maig de 1972 - 27 de gener de 2023) fou un futbolista català, que ocupava la posició de davanter. Durant la seva carrera esportiva va jugar al Real Zaragoza B, CF Reus Deportiu, Nàstic de Tarragona, Vila-real CF, amb qui marcà el gol número 100 de l'equip a Primera Divisió, UD Salamanca i UE Lleida, club en el qual es retirà el 2006.
Una vegada retirat exercí de director esportiu en diferents equips, CF Reus Deportiu, UE Llagostera, UE Lleida i CE Sabadell. Morí el gener de 2023, amb 50 anys, per culpa del càncer que li havia estat diagnosticat feia any i mig.